# Teoria della linea
(Platone, Repubblica 509d-510a )
La cosiddetta Teoria della linea, esposta da Platone nel dialogo la "Repubblica" nel libro VI (509d-511e), esplica il rapporto tra la filosofia ed il suo metodo specifico e le altre cosiddette scienze con i propri.
Con questa teoria, Platone vuole sancire l'enorme differenza tra il mondo dell'opinione, e quello della verità, tra il sensibile e l'intelligibile, e la differenza metodologica da adottare per ottenere l'ascensione dialettica dalla conoscenza dal mondo del materiale a quello razionale.
Immaginiamo un segmento bisecato, rappresentante il mondo visibile da una parte (A-C), e il mondo intelligibile dall'altra (C-E). Questi due segmenti sono disuguali in quanto aventi due diversi gradi di chiarezza, quello del mondo intellegibile e quello del mondo sensibile. Platone non si esprime sulla lunghezza relativa dei segmenti. 
Suddividiamo poi ulteriormente i due segmenti, in modo da ottenere quattro parti. 

Divisione in due e poi quattro segmenti

Secondo Platone la conoscenza si articola in 2 stadi:
1. l'opinione (in greco antico: δόξα?, dóxa) e
2. la scienza (in greco antico: ἐπιστήμη?, epistémē).

L'opinione a propria volta si divide in immaginazione (in greco antico: εἰκασία?, eikasía) e credenza (in greco antico: πίστις?, pístis), mentre la scienza si divide in ragione discorsiva (in greco antico: διάνοια?, diánoia) e intellezione (in greco antico: νόησις?, nóēsis). Si ottiene così la seguente scala ascendente:
- Εἰκασία - Le manifestazioni di oggetti visibili (A–B), ossia le immagini: le ombre, i riflessi nell'acqua, i miraggi, le illusioni ottiche ecc.
- Πίστις - Gli oggetti visibili (B–C): gli animali, le piante, gli uomini e tutte le loro produzioni.[2]
- Διάνοια - Forme di verità intelligibili, ma meno alte, perché basate su un riscontro mediato dalla ragione (C–D): la geometria e le scienze in genere.[3]
- Νόησις - Forme intelligibili supreme, perché raggiunte e sviluppate per via puramente intuitiva (D–E): la concentrazione dell'idea di bene.